# Чињано (Арецо)
Чињано је насеље у Италији у округу Арецо, региону Тоскана.
Према процени из 2011. у насељу је живело 48 становника. Насеље се налази на надморској висини од 327 м.